# Любов у винограднику
«Вже не діти» — короткометражний комедійний кінофільм режисера Георгія Шенгелая, що вийшов на екрани в 2001 році.

## Зміст
Молодий автомеханік завісив всі стіни своєї майстерні постерами з сексапільними красунями, і не менш розкішні жінки іноді відвідують його автосервіс. Це вкінець набридає його дружині, яка збирає речі і відправляється до батьків. Однак дорогою вона потрапляє в незвичайну ситуацію, яка змушує її по-новому поглянути на сімейні стосунки.

## Ролі
| Актор              | Роль |
| ------------------ | ---- |
| Ія Парулава        | -    |
| Заза Папуашвілі    | -    |
| Селіна Вічорек     | -    |
| Михайло Гоміашвилі | -    |
| Трістан Саралідзе  | -    |

## Знімальна група
- Режисер — Георгій Шенгелая
- Сценарист — Коте Джандіері, Леван Кітіа, Георгій Шенгелая
- Продюсер — Міхаель Ессер, Регіна Циглер
- Композитор — Дато Евгенідзе